# Гейдон, Альфред Гордон
Альфред Гордон Гейдон (англ. Alfred Gordon Gaydon (26 сентября 1911, Натфилд — 16 апреля 2004, Эрандел) — британский ученый, исследования которого были посвящены спектроскопии и изучению процессов горения. Лауреат медали Румфорда, член Лондонского королевского общества (с 1953 года).

## Биография

### Ранние годы
Альфред Гордон Гейдон родился 26 сентября 1911 года в Натфилде. Он был единственным ребенком в семье Альфреда Берти Гейдона, директора ювелирного магазина «Гейдон и Сыновья» и Розетты Джульет. Согласно данным его дочери, Джулии Торн, «няня, заботившаяся о моей бабушке, называла всех своих мальчиков «Дик», и это имя навсегда осталось в её памяти». 
Отец Дика Гейдона умер в 1940 году, но его мать дожила до 1971 года.
Дик Гейдон посещал школу Гейтхаус, а затем Кингстонскую школу (1921-1929 годы). В 1961 году школа отпраздновала своё четырехсотлетие. Совсем недавно была составлена её история с первоначальным именем Chantry Chapel. Дик Гейдон не потерял связь со школой и после её окончания. Школа стала первой взаимодействующей с Королевским Институтом, во многом благодаря его влиянию (в различные времена он был в Управленческом комитете и Директором Комитета лаборатории Дэви-Фарадея). Связь распространилась на последующие поколения: его сын Бернард, доктор философии и сотрудник Института физики, а также его внук, Гордон Торн, стали выпускниками школы.
Раннее школьное обучение Дика Гейдона часто прерывалось из-за его плохого здоровья, настолько часто, что он не получил Школьный сертификат с первого раза, а на второй раз пропустил попытку сделать это по болезни. В 1922 году он боролся с пневмонией, а в 1924 году перенес операцию над синусами. Поворотной точкой в улучшении его здоровья оказалось время, проведенное в Школе Шоурхэм, в которой он занимался различными физическими упражнениями. Особенно его привлекала гребля – спорт, в котором он преуспел и которым интересовался всю жизнь, несмотря на то, что сам не мог в нем участвовать. Он приплыл вторым в школьном состязании в 1929. В этот же год получил LU matriculation, а также Сертификат Высшей Школы (при этом его успех вызвал некоторое удивление).
После этого Дик Гейдон поступил в бакалавриат Имперского Колледжа наук в Лондоне, изучая физику под руководством Сэра Джорджа Томсона. Степень бакалавра он получил в 1932 году. Он продолжил заниматься греблей, являясь участником многих успешных команд Королевского Колледжа и Клуба Гребли Кингстон. Выиграл большое количество трофеев. 

### Инцидент и его последствия
После выпуска Дик Гейдон переехал в Дидсберри, рядом с Манчестером. Здесь он начал работать  в Британском Исследовательском Институте Хлопковой Промышленности в Институте Ширли. В январе 1936 года, во время дистиллирования окисленного диизопропилового эфира, который он использовал в качестве растворителя, произошел взрыв. Правый глаз Дика Гейдона был настолько поврежден, и, вероятно, заражен, что его пришлось удалить через несколько недель после взрыва, а хрусталик левого глаза был проколот мелкими кусочками стекла, образуя катаракты. Дик Гейдон был абсолютно слеп в течение около шести месяцев.
Этот инцидент оказал большое влияние как на его личную, так и на исследовательскую жизнь. Так, вследствие наличия поглощающей ультрафиолет линзы, Дик Гейдон обладал уникальной способностью наблюдения линий в этой спектральной области.
Дик Гейдон часто замечал, что особенность его глаза была скорее социальным недостатком, но не научным. Он был освобожден от тяжелой административной работы и от ведения лекций, что позволило ему свободно концентрироваться на исследованиях.

### Личная жизнь
Социальная жизнь была полна трудностей. Ему было тяжело в толпе, а также сложно узнавать лица. Это, конечно, волновало его семью.
По словам дочери Дика, «в 1939 году тетя Дика разговаривала с тетей моей мамы в ювелирном магазине, и эти две дамы решили, что Дик и Филлис должны вместе сходить на танцы (будто бы моя мама не только водила, но и вообще имела машину!)» Результатом этого небольшого сговора явилась свадьба Дика Гейдона и Филлис Мауде, старшей дочери мистера В.А. Гейза, директора В.Х.Гейз и Сыновья, строителей Кингстона у Темзы, 27 июля 1940 года. Их дочь, Джулия Хэйзель, родилась в августе 1942, а за ней родился сын, Бернард Гордон, в январе 1947. К сожалению, Филлис умерла за два десятка лет до смерти Дика, в мае 1981 года.

### Личность
Многие из приглашённых в лабораторию Дика Гейдона учёных оставались с ним в течение его профессиональной жизни. Несмотря на то, что он не был слишком близок с коллегами, он всегда их поддерживал. 
По словам профессора Д’Алессио:

Он был совершенно непохожим на мои средиземноморские корни, поскольку всю жизнь был окружен достаточно жёсткими менторами и учителями. При этом, он не потерял свой британский тип «прохладной теплоты», с которой относился ко всем людям.
Цитата С.С. Пеннера, который провёл с группой Гейдона шесть недель в 1972 году:

Я провёл много часов с Гейдоном и его коллегами над изучением спектров пламени. Мы также обсуждали некоторые эзотерические темы, связанные с искажениями ввиду самопоглощения, за вечерним чаем. Гейдон всегда был разумным учёным и джентльменом. Спокойным, но упорным. Когда я основал «Журнал Спектроскопии и Переноса Радиации», Гейдон был одним из первых, кого я пригласил в качестве редактора. 
Дик Гейдон был привлекательно простым человеком. Когда совещание затягивалось, он часто тактично смотрел на свои часы (пусть и вероятно его искаженное зрение исключало сдержанный взгляд). Для него своевременность приёмов пищи имела большое значение.Профессор Чарльз Каллис, который был членом группы Горения во времена Гейдона, пишет:

При беседах он избегал говорить и неохотно переходил к сути. Он был, в некотором смысле, упрямцем (в хорошем значении слова) и был заинтересован в том, чтобы  интересующий его предмет не «отодвинули» в сторону. Он, как и большинство великих людей, был скромным и никогда не искал внимания. 
Дик Гейдон был достаточно богатым человеком и проявлял интерес к финансовому вопросу. Он отказался от пенсии, однако взял в качестве неё большую сумму, разумно инвестировал её и понял, что стоит приобрести собственность. Несмотря на его щедрость, особенно по отношению к семье, он, как и другие богатые люди, был экономичен и всегда был озабочен вопросом извлечения максимальной выгоды. Он всегда торговался. Когда мы пошли обедать, он решил платить раздельно.

### Последние годы и смерть
Формально Дик Гейдон ушел на пенсию и отказался от активных экспериментальных исследований в 1973 году, когда ему было 62 года. Коммутирование всегда было для него сложным занятием ввиду его зрения, к тому же путешествия на поезде были для него изнуряющими. Он остался в Имперском Колледже в качестве Профессора и Старшего Научного Сотрудника, но основным его занятием было обновление данных в своих книгах. В частности, он выпустил четвертое издание (в 1979 году) очень успешной книги «Пламени, их структура, излучение и температура» без Х.Г. Вольфгарда. Закончив это занятие, он переехал в его загородний коттедж рядом с Арунделем и погрузился в изучение природы, его другой основной интерес, которым он занимался в течение всей жизни когда позволяло время.
Отныне он мог высвободить свой интерес к птицам, бабочкам и молям. Он был кладезью информации о всем, что росло, от травы до грибов, которые делали его прогулки особенно приятными. Если позволяла погода, за прогулками следовало распитие чая и наблюдение за птицами в его великолепном саду (он часто пек печенья для посетителей, а его уникальный рецепт мармелада до сих пор используется в некоторых домохозяйствах его коллег). Его энциклопедические знания о бабочках и молях выразились в коллекции фотографий различных насекомых из разных частей мира. Это было необычно, особенно с учетом его зрения и невозможности оценивать расстояние.
В 1998 году Дик Гейдон страдал от аневризмы аорты, и некоторое время ожидалось, что он не выживет. Он восстановился, однако был неспособен жить независимо или путешествовать заграницу. Его дочь Джулия стала его преданной няней на шесть лет, ей помогали многие члены семьи. Он умер 16 апреля 2004 года в своем коттедже в Арунделе, когда с ним был его сын.

## Научная работа

### Спектроскопия пламени[2]
Несмотря на то что Дик Гейдон был более чем готов к проведению исследований в любой из наук о жизни, которая его заинтересует, именно спектроскопия стала занимавшей большую часть его жизни областью естествознания.
Интерес к спектроскопи в Дике Гейдоне пробудил Альфред Фаулер, который приехал в Южный Кенсингтон в 1882 в возрасте 14 лет, работая как с Локиером, так и с Релэем. С его помощью был образован департамент спектроскопии. Это произошло после того как он стал профессором астрофизики в 1915 году, а после – профессором Yarrow в Королевском Обществе. Фаулер был Иностранным Секретарем Королевского Общества и Королевским медалистом. Его астрофизическая работа включала определение хвостовых полос комет с типом CO+ и М-типом звезд с оксидом титана. Помимо этого, он классифицировал спектры в классы и распределил по степеням ионизации.
В период 1932-1937 годов научная работа Гейдона по изучению молекулярных спектров, принесшая ему степень магистра и доктора философии под руководством Альфреда Фаулера, заключалась в изучении CO2 и SO2, а также спектров оксидов никеля и железа, гидрида никеля в сотрудничестве с доктором Р.У.Б Пирсом. Доктор Пирс был соавтором его книги по идентификации молекулярных спектров, впервые опубликованной в 1941 году.
Он был великим спектроскопистом-экспериментатором и проделал большую работу  в области изучения спектров многих двухатомных молекул в своё время. Его Определение молекулярных спектров было главным ресурсом для тех, кто думал, что определил новый спектр, а также содержало много советов. Как и все его книги, она была написана очень хорошо и понятным языком, как и Энергии Диссоциаций, основанная на его статье с В.Г. Пенни, посвященной высоким энергиям диссоциации изоэлктронных молекул CO и N2. Герберц на основе спектров присвоил им меньшие энергии, поэтому в течение нескольких лет было противостояние мнений до тех пока теорию Гордона не подтвердили другими экспериментами – скрытой теплотой испарения углерода и активными частицами в активированном азоте.
Знание энергии диссоциации молекулы азота имело большое значение в те времена. Уильям Пенни (позднее – Лорд Пенни, ректор Имперского Колледжа) был вовлечен в испытания атомной бомбы в Лос Анджелесе, а энергия диссоциации азота является важным параметром в определении дальности распространения ударных волн.
Исследования Дика Гейдона в области спектроскопии пламени включали изучение пламени при низких давлениях, охлажденного пламени, нагретого пламени, эффекта ингибиторов, а также использование дейтерия в качестве трейсера для обнаружения химических прекурсоров. Эти исследования привнесли значительный вклад в понимание лежащих в основе физических  и химических процессов. 

### Ударные волны[5]
В случае пламени, определенная возгорающаяся смесь при данных температуре и давленни дает определенное распределение частиц. Чтобы избавиться от этой зависимости, изучая простые способы и расширяя его спектроскопичские наблюдения на более высокие температуры, Дик Гейдон предположил, что ударная трубка, которая была разработана в конце 1940-х для гиперзвуковых аэрокосмических исследований, может служит идеальным инструментом для изучения фундаментальных процессов горения.
В 1955 Дик Гейдон и Алистер Фейрберн использовали относительно короткую вертикальную ударную трубку (хорошо подходяющую к размерам его лаборатории) с целью спектроскопического исследования ударных волн в ацетальдегиде и этилнитрате. Обнаружив слабое излучение С2 и СN, а также раскаленных углеродных частиц, он заключил, что ударные волны могут служить для понимания процессов горения, в особенности образования и испускания свободных радикалов (С2, ОН, СН), с учетом их способности быть изученными в условиях, похожих на условия реакционной зоны, но без участия окислителя. Годом позже, используя стеклянную ударную трубку, в разбавленной смеси углеводород-аргон было обнаружено сильное излучение С2 (но не СН), в то время как СО в аргоне давало сильный сигнал от С2, но не СО. Эти наблюдения подтвердили его предположение, что испускание СН пламенем возникает из-за процессов горения, а не термических процесс, после стадии
С2 + ОН = СО + СН*
Разыгравшийся аппетит, а также знание наблюдений Артура
Кантровица вспышек света в 1951 году, появляющихся из инициированных ударов
детонационных волн, привели Дика Гейдона к использованию стеклянной ударной
трубки для наблюдения за излучением от детонаций в смесях углеводородов с
кислородом. Эти исследования показали, что пусть излучение С2 сильнее во
фронтальной реакционной зоне, где нет СН, но сильное излучение ОН проявляется в
нагретом газе за фронтом.  Дик Гейдон
заключил, что термическое разложение углеводородов не было основным источником
радикалов СН.
Было приятно обнаружить, что спектры, возникающие от ударов, похожи на те, что образованы пламенем, а не на образованные электрическими разрядными трубками. Таким образом, ударная трубка позволяла служить моделью для дальнейшего спектроскопического исследования горения в условиях, где нельзя было изучать пламя. В 1957 году стеклянная трубка была заменена на более крепкую медную, а ударное спектральное излучение неуглеводородных газов отличались от образованных помещением электрона в разрядную трубку, однако было похоже на термическое (при температурах в 3000 К).
В это время измерение температуры ударных волн, в основном учеными из области аэродинамики, проводилось методами индекса рефракции. Несмотря на то, что методы визуализируемого потока, основанные на высокой плотности градиентов в ударных фронтах, позволяли проводить много важных измерений релаксаций внутренней энергии молекул, даже интерферометрические методики не позволяли точно определить температуру. В 1958 году на это обратили внимание Дик Гейдон, Джон Клустоном, Ирвином Глассом, и, позднее, Ианом Харлем, направляя свои силы на адаптацию обратного метода спектральных линий, образованных при измерении температуры пламени, с целью создания первого прямого метода определения температуры ударной волны. Погрешность измерения составляла 1% при температуре в 3000 К. Данные соответствовали теоретическим. В это же время, прямым способом было найдено уменьшение во времени потока за счет роста пограничного слоя на стенках трубки за фронтом. Поскольку горение, происходящее когда водород использовался в качестве проводника ударных волн к кислороду ил воздуху, была обнаружен непредвиденная форма ударной трубки, которую Дик Гейдон использовал несколькими годами позднее.
Совместно с профессором Говардом Палмером, в 1963 году Дик Гейдон изучил кинетику разложения некоторых трехатомных молекул, используя ударную трубу в качестве источника тепла, в отсутствие конкурирующих реакций. Используя кратковременную вспышку для отслеживания роста в адсорбционном спектре SO, они измерили скорость разложения SO2, и, поскольку прямое разложение является спин-запрещенным, нашли, что это двухстадийный процесс, включающий в себя промежуточный возбужденный триплет SO3. Разложение CS2 также происходит с образованием радикала CS.

### Вклад в астрофизику
Пока Дик Гейдон шел от сложностей горения к высоким температурам и лучшему контролю над ударами, он не потерял свою раннюю страсть к астрофизике. По его словам (в 1978 году): «Я был рад определить спектр TiH, поскольку он имеет значение для астрофизики. Известно, что М-звезды, например, альфа-Орионис, содержат это вещество.» В конце 1958 году он, совместно с Р.С.М Лернером, провел несколько экспериментов, относящихся к происхождению кратеров на луне и вулканической активности на луне, результаты которых опубликовал в Nature. Эксперименты повторили, с использованием различных веществ, ранее случайное открытие того, что при быстром вращении карбоната магния образуется поры, из которых выходит газ, оставляя кольцевидные участки, напоминающие кратеры. С учетом отсутствия атмосферы, низкой гравитации, а также сухой поверхности, теория кратеров не требует высокой температуры приповерхностного слоя, обычно ассоциирующегося с вулканической активностью. Как и ожидалось, имела место спектроскопическая гипотеза, поскольку были сведения об эмиссии С2 около кратера Альфонс. Дик Гейдон говорил, что это не обязательно значит, что газ изначально имел высокую температуру, поскольку ударные волны могут быть образованы резким высвобождением под давлением, как и в случае с ударной трубкой, а также показал, что эимссия СО, СО2 или СН4 вызывает эмиссию С2.

## Награды
Международная известность Дика Гейдона принесла ему множество наград, научных степеней и благодарностей. Например, Доктор Наук Университета Лондона (1941 год), участие в Королевском Обществе (1953 год), почётный доктор Университета Дижона (1957 год), медаль Румфорда Королевского Общества и Золотую Медаль Бренарда Льюиса Института Горения (1960 год), участие в обществе Имперского Колледжа (1980 год).
За год до его смерти, Британский Отдел Института Горения присуждал Награду Гейдона за лучшую статью британским авторам в каждом Институ Горения.